# Банковская система Бутана
Банковская система Бутана была молодой отраслью, которая медленно росла по мере того, как страна проводила модернизацию. С момента создания 1982 году, функции Центрального банка Бутана выполняло Королевское Валютное управление Бутана, со штаб-квартирой в Тхимпху.
Этот орган отвечает за эмиссию валюты, осуществление денежно-кредитной политики, координацию деятельности финансовых учреждений и удержание валютных поступлений правительства.
В число его первоначальных обязанностей входило оказание финансовой помощи в целях развития сельских районов, которая впоследствии была передана бутанской Финансовой Корпорации развития в 1988 году.

## История
Национальный коммерческий банк Бутана, был создан в 1968 году как совместное предприятие с банками Индии, Австралии и Китая, которые владели 25 процентами банка. С момента создания, совет директоров Банка Бутана состоял из ключевых должностных лиц, и двух должностных лиц индийских банков. Банк был реструктурирован в 1971 году.
Для обеспечения того, чтобы банк располагал достаточными средствами, правительственные ведомства должны были депонировать все свои счета в банке до 1982 года.
С 1982 года Банк Бутана выполняет функции банковского агента королевского Валютного управления. Главный офис банка находится в Пхунчхолинге; в 1991 году было двадцать шесть филиалов по всей стране.
По состоянию на июль 2017 года в стране насчитывается 47 филиалов. Банк Бутана смог предоставить относительно крупные кредиты на правительственные программы, такие как проекты по орошению почвы в юго-центральном регионе Бутана. Среди его розничных банковских операций — выпуск дорожных чеков номиналом в рупию, который начался в 1974 году.
Бутанская финансовая корпорация развития, созданная в 1988 году, взяла на себя управление финансовой помощью сельским районам от Королевского Валютного управления. Кредиты выдавались на улучшение сельскохозяйственных угодий, приобретение скота и удовлетворение краткосрочных сезонных потребностей. Часть финансирования поступила от Азиатского банка развития, включая первоначальный заем в размере 2,5 млн. долл. США в 1988 году для расширения промышленного развития малого и среднего частного сектора. К 1991 году корпорация была приватизирована.
В рамках процесса модернизации экономики Бутана, были созданы и небанковские финансовые институты. Страхование было предложено Королевской страховой корпорацией Бутана, которая была основана в 1975 году со штаб-квартирой в Пхунчхолинге. Начиная с 1980 года частные лица могли вкладывать свои сбережения во вновь созданный фонд Бутана.